# Zeher
Zeher (hindi ज़हर, urdu زہر, tłumaczenie: Trucizna) to zrealizowany w 2005 roku przez debiutanta Mohit Suri, później autora Kalyug, Woh Lamhe i Awarapan. Film jest indyjską wersją hollywoodzkiego thrillera Out of Time (z Denzel Washingtonem). W rolach głównych Emraan Hashmi, Shamita Shetty i Udita Goswami. Tematem filmu jest rozmijanie się w miłości z powodu nieliczenia się z uczuciami i potrzebami kochanej osoby i wynikająca stąd zdrada. Film mówi też o pogoni za pieniądzem i manipulowaniu kimś, używaniu kogoś, jak narzędzia w realizacji własnego celu. Tytułową trucizną jest postawienie w związku na siebie, na swoje JA zamiast nastawienia się w miłości na drugą osobę, na wywyższenie TY.

## Fabuła
Goa. Oficer policji Siddharth Mehra (Emraan Hashmi) jest tak zajęty swoją pracą, że zaniedbuje żonę Sonię (Shamita Shetty). Rozżalona, że nie pracuje już podobnie jak mąż jako oficer policji, wiecznie czekająca na niego Sonia postanawia odejść od męża. Rani go decydując się na aborcję ich dziecka. Zrozpaczony i urażony Siddharth wyrzuca ją z domu. Potem nie może sobie znaleźć miejsca. Osamotniony, rozżalony. Pustkę po żonie próbuje wypełnić inna kobieta. Bita przez męża, piękna Anna świadomie uwodzi Siddhartha. Ich sytuacja komplikuje się, gdy Siddarth dowiaduje się, że Anna jest w ciąży, której nie może donosić z powodu zaawansowanego raka. Aby umożliwić ratującą życie Anny operację, policjant defrauduje pieniądze zabrane handlarzom narkotyków. Wdzięczna Anna wbrew jego woli przepisuje na niego swoją polisę ubezpieczeniową. Wkrótce po przekazaniu pieniędzy Annie w jej domu wybucha pożar. Policja znajduje dwa spalone ciała. Wszystkie dowody przemawiają przeciwko Siddharthowi. Dochodzenie prowadzi jego żona.

## Obsada
- Emraan Hashmi – Siddharth Mehra
- Shamita Shetty – Sonia Mehra
- Udita Goswami – Anna Verghese
- Sameer Kochhar – Sean Verghese
- Ninad Kamat – przyjaciel Sida

## MotywyBollywoodu
- Problem aborcji w sposób raniący dla związku kobiety i mężczyzny występuje też m.in. w Aitraaz i Yuva.
- Inne filmy pokazujące zdradę to np. Bewafaa, Nigdy nie mów żegnaj, Yakeen, Życie w... metropolii, Wszystko dla miłości, Deszcz.
- Ból podpisywania papierów rozwodowych pokazany jest m.in. w Deszcz, Należę do ciebie, kochanie i innych.
- W filmie pokazano święto Karwa Ćaut celebrowane w Indiach przez zamężne kobiety, które w czas pełni księżyca cały dzień poszczą nic nie jedząc ani nie pijąc za pomyślność swoich mężów, wypraszając swoją ofiarą u Boga błogosławieństwo dla nich. Święto to można zobaczyć też w innych bollywoodzkich filmach np. Hum Dil De Chuke Sanam, Czasem słońce, czasem deszcz, Yes Boss, Andaaz, Biwi No.1 czy Deewana.
- To jeden z licznych filmów, którego akcja dzieje się na Goa. Inne to np. Akele Hum Akele Tum, Kabhi Haan Kabhi Naa, King Uncle, Bride and Prejudice, Dhoom, Dil Chahta Hai, Namiętność, Dil Maange More, Mujhse Shaadi Karogi, Musafir, Honeymoon Travels Pvt. Ltd., czy My Brother... Nikhil.

## Muzyka
Twórca muzyki jest Roop Kumar Rathod
- Agar Tum Mila Jao – Shreya Ghoshal – nominacja do nagrody Filmfare za najlepszy playback kobiecy
- Jaane Ja Jaane Ja
- Aye Bekhabar
- Agar Tum Mil Jao – Male
- Woh Lamhe Woh Baatein – Atif Aslam – nominacja do nagrody Filmfare za najlepszy playback męski
- Lamhe (Remix)
- Zamana Chod Denge Hum